# Свети Криж Зачретје
Свети Криж Зачретје је насељено место и седиште општине у Крапинско-загорској жупанији, Хрватска. До територијалне реорганизације у Хрватској налазио се у саставу бивше велике општине Забок.

## Становништво
На попису становништва 2011. године, општина Свети Криж Зачретје је имала 6.165 становника, од чега у самом Светом Крижу Зачретју 897.

## Попис1991.
На попису становништва 1991. године, насељено место Свети Криж Зачретје је имало 869 становника, следећег националног састава:
| Попис 1991.‍  | Попис 1991.‍  | Попис 1991.‍ | Попис 1991.‍ | Попис 1991.‍ |
| ------------ | ------------ | ----------- | ----------- | ----------- |
|              |              |             |             |             |
| Хрвати       | Хрвати       |             | 847         | 97,46%      |
| Муслимани    | Муслимани    |             | 5           | 0,57%       |
| Словенци     | Словенци     |             | 3           | 0,34%       |
| Срби         | Срби         |             | 3           | 0,34%       |
| Југословени  | Југословени  |             | 2           | 0,23%       |
| Албанци      | Албанци      |             | 1           | 0,11%       |
| остали       | остали       |             | 1           | 0,11%       |
| неопредељени | неопредељени |             | 3           | 0,34%       |
| непознато    | непознато    |             | 4           | 0,46%       |
| укупно: 869  |              |             |             |             |